# Lista de prefeitos de São Bento do Una
Lista de prefeitos do município de São Bento do Una, estado de Pernambuco.
| Nº | Prefeito | Fotografia | Partido | Período do mandato (duração do mandato) | Vice-prefeito | Referências e notas | Eleição |
| Primeira República (República Velha: República da Espada e República Oligárquica) (15 de novembro de 1889 a 24 de outubro de 1930 - 40 anos, 11 meses e 9 dias) | Primeira República (República Velha: República da Espada e República Oligárquica) (15 de novembro de 1889 a 24 de outubro de 1930 - 40 anos, 11 meses e 9 dias) | Primeira República (República Velha: República da Espada e República Oligárquica) (15 de novembro de 1889 a 24 de outubro de 1930 - 40 anos, 11 meses e 9 dias) | Primeira República (República Velha: República da Espada e República Oligárquica) (15 de novembro de 1889 a 24 de outubro de 1930 - 40 anos, 11 meses e 9 dias) | Primeira República (República Velha: República da Espada e República Oligárquica) (15 de novembro de 1889 a 24 de outubro de 1930 - 40 anos, 11 meses e 9 dias) | Primeira República (República Velha: República da Espada e República Oligárquica) (15 de novembro de 1889 a 24 de outubro de 1930 - 40 anos, 11 meses e 9 dias) | Primeira República (República Velha: República da Espada e República Oligárquica) (15 de novembro de 1889 a 24 de outubro de 1930 - 40 anos, 11 meses e 9 dias) | Primeira República (República Velha: República da Espada e República Oligárquica) (15 de novembro de 1889 a 24 de outubro de 1930 - 40 anos, 11 meses e 9 dias) |
| --- | --- | --- | --- | --- | --- | --- | --- |
| 1 | Joaquim Soares da Rocha | | Partido Republicano Brasileiro PRB | 25 de março de 1892 – 30 de setembro de 1892 (6 meses e 5 dias)                                                                                                 | Marcos Antônio de Oliveira Barbosa | [ 2 ] | - |
| 2 | Felipe Manso de Santiago | | Partido Republicano Brasileiro PRB | 30 de setembro de 1892 – 6 de janeiro de 1893 (3 meses e 7 dias)                                                                                                | José Serafim da Silva Filho | [ 2 ] | - |
| 3 | Joaquim Gregório Simões de Macedo | | Partido Republicano Federal PRF | 6 de janeiro de 1893 – 30 de dezembro de 1895 (2 anos, 11 meses e 24 dias)                                                                                      | João de Oliveira Cintra | - | - |
| 4 | João de Oliveira Cintra | | Partido Republicano Federal PRF | 30 de setembro de 1892 – 6 de janeiro de 1893 (3 meses e 7 dias)                                                                                                | Joaquim Gregório Simões de Macedo | - | - |
| 5 | Joaquim Gregório Simões de Macedo | | Partido Republicano Federal PRF | 30 de junho de 1898 – 31 de dezembro de 1902 (4 anos, 6 meses e 1 dia)                                                                                          | Wilton Antonio Figueiroa Lima | - | - |
| 6 | Francisco de Almeida Calado | | Partido Republicano Pernambucano PRP | 14 de janeiro de 1903 – 31 de dezembro de 1906 (3 anos, 11 meses e 17 dias)                                                                                     | Celso Luiz Tenório Brandão | [ 3 ] | - |
| 7 | João de Oliveira Cintra | | Partido Republicano Pernambucano PRP | 1 de janeiro de 1908 – 10 de julho de 1910 (2 anos, 6 meses e 9 dias)                                                                                           | José Cabral da Rocha Barros | [ 3 ] | - |
| 8 | Luiz Salustiano dos Santos | | Partido Republicano Conservador PRC | 10 de julho de 1910 – 28 de novembro de 1913 (3 anos, 4 meses e 18 dias)                                                                                        | Wilton Antonio Figueiroa Lima | - | - |
| 9 | Domingos Ferreira de Moraes | | Partido Republicano Conservador PRC | 28 de novembro de 1913 – 10 de dezembro de 1916 (3 anos e 12 dias)                                                                                              | Walter Pitombo Laranjeiras | - | - |
| 10 | Rodolfo Monteiro Paiva | | Partido Republicano Democrata PRD | 12 de dezembro de 1916 – 1 de março de 1919 (2 anos, 2 meses e 17 dias)                                                                                         | Flávio Gomes de Barros | [ 4 ] | - |
| 11 | Adalberto de Oliveira Paiva | | Partido Republicano Democrata PRD | 1 de março de 1919 – 2 de agosto de 1922 (3 anos, 5 meses e 1 dia)                                                                                              | Waldemar Correia da Silva | [ 4 ] | - |
| 12 | José Tiburtino Pacheco | | Partido Republicano Democrata PRD | 2 de agosto de 1922 – 4 de maio de 1925 (2 anos, 9 meses e 2 dias)                                                                                              | José Marcelo de Medeiros Rocha | [ 4 ] | - |
| 13 | Euclides da Mota Valença | | Partido Republicano Democrata PRD | 4 de maio de 1925 – 31 de dezembro de 1927 (2 anos, 7 meses e 27 dias)                                                                                          | Manoel Gomes de Barros | [ 4 ] | - |
| 14 | Érico Guilherme de Azevedo | | Partido Republicano Democrata PRD | 31 de dezembro de 1927 – 1 de fevereiro de 1930 (2 anos, 1 mês e 1 dia)                                                                                         | Paulo Roberto Magalhães Nunes | [ 4 ] | - |
| 15 | Euclides da Mota Valença | | Partido Republicano Democrata PRD | 1 de fevereiro de 1930 – 1 de abril de 1930 (2 meses e 15 dias)                                                                                                 | Walter Pitombo Laranjeiras | [ 4 ] | - |
| 16 | Euclides da Mota Valença | | Partido Republicano Democrata PRD | 1 de abril de 1930 – 24 de outubro de 1930 (6 meses e 23 dias)                                                                                                  | José Luiz Malta Argolo | [ 4 ] | - |
| Segunda República (Governos Provisório e Constitucional) (24 de outubro de 1930 a 10 de novembro 1937 – 7 anos e 17 dias)                                       | | | | | | | |
| 17 | Virgílio Paiva (Nô) | | Aliança Liberal AL | 17 de outubro de 1930 – 21 de outubro de 1931 (1 ano e 4 dias)                                                                                                  | Carlos Alberto Fernandes Antunes | - | - |
| 18 | Armando Viera dos Santos | | Aliança Liberal AL | 21 de outubro de 1931 – 31 de outubro de 1931 (10 dias) | Waldemar Correia da Silva | - | - |
| 19 | César de Barros Barreto | | Partido Social Democrático PSD | 31 de outubro de 1931 – 12 de setembro de 1932 (10 meses e 12 dias)                                                                                             | Francisco Caraciolo de Oliveira Valença | [ 5 ] [ 6 ] | - |
| 20 | Francisco Caraciolo de Oliveira Valença | | Partido Social Democrático PSD | 15 de setembro de 1931 – 17 de outubro de 1933 (2 anos, 1 mês e 2 dias)                                                                                         | Dirceu Valença de Oliveira | [ 5 ] [ 6 ] | - |
| 21 | José Alvez da Luz | | Partido Social Democrático PSD | 15 de outubro de 1933 – 30 de junho de 1934 (8 meses e 15 dias)                                                                                                 | José de Medeiros Tavares | [ 5 ] [ 6 ] | - |
| 22 | Getúlio Alves Valença | | Partido Social Democrático PSD | 04 de julho de 1934 – 04 de julho de 1935 (1 ano) | Oswaldo Gomes de Barros | [ 5 ] [ 6 ] | - |
| 23 | Dirceu Valença de Oliveira | | Partido Social Democrático PSD | 04 de julho de 1935 – 09 de julho de 1936 (1 ano e 5 dias) | José Otávio Moreira Filho | [ 5 ] [ 6 ] | - |
| 24 | José Luiz de Barros Lima | | Partido Social Democrático PSD | 09 de julho de 1936 – 22 de dezembro de 1936 (5 meses e 13 dias)                                                                                                | Afrânio Lages Filho | [ 5 ] [ 6 ] | - |
| Terceira República (Estado Novo) (10 de novembro 1937 a 31 de janeiro de 1946 – 8 anos, 2 meses e 21 dias)                                                      | | | | | | | |
| 26 | Pedro de Souza Valença | | Partido Social Democrático PSD | 09 de janeiro de 1938 – 05 de abril de 1938 (2 meses e 27 dias)                                                                                                 | José Santana de Melo | - | - |
| 27 | Adalberto de Oliveira Paiva | | Partido Republicano Pernambucano PRP | 05 de abril de 1938 – 21 de setembro de 1939 (1 ano, 5 meses e 16 dias)                                                                                         | Luiz Gonzaga Mendes de Barros | - | - |
| 28 | Manoel Cândido Carneiro da Silva | | Partido Republicano Pernambucano PRP | 21 de agosto de 1939 – 13 de maio de 1941 (1 ano, 8 meses e 22 dias)                                                                                            | Luiz Marques da Natividade Melo | - | - |
| 29 | Luiz Marques da Natividade Melo | | Aliança Social Democrática ASD | 15 de maio de 1941 – 26 de janeiro de 1942 (8 meses e 11 dias)                                                                                                  | Antônio Félix da Costa | - | - |
| 30 | Antônio Félix da Costa | | Partido Democrata Cristão PDC | 26 de janeiro de 1942 – 28 de julho de 1944 (2 anos, 6 meses e 2 dias)                                                                                          | Decio de Souza Valença | - | - |
| 31 | Decio de Souza Valença | | Partido Democrata Cristão PDC | 05 de agosto de 1944 – 23 de abril de 1945 (8 meses e 18 dias)                                                                                                  | Fernando Azevedo D’Aldeia | - | - |
| 32 | Miguel Brás Pereira de Lucena | | Partido Democrata Cristão PDC | 19 de novembro de 1945 – 07 de dezembro de 1945 (18 dias) | Cláudio Regis | - | - |
| 33 | Luiz Marques de Natividade Melo | | Partido Democrata Cristão PDC | 23 de abril de 1945 – 31 de julho de 1945 (3 meses e 8 dias) | Luiz Renato de Paiva Lima | - | - |
| 34 | Decio de Souza Valença | | Partido Democrata Cristão PDC | 31 de julho de 1945 – 23 de junho de 1946 (10 meses e 23 dias)                                                                                                  | Oswaldo Gomes de Barros | - | - |
| Quarta República (República Populista) (31 de janeiro de 1946 a 2 de abril de 1964 – 18 anos, 2 meses e 2 dias)                                                 | | | | | | | |
| 35 | Dirceu Valença de Oliveira | | Partido de Representação Popular PRP | 04 de julho de 1946 – 06 de setembro de 1946 (2 meses e 2 dias)                                                                                                 | Naftalli Edgar Setton | - | - |
| 36 | Amaro Rodrigues Barbosa | | Partido Social Democrático PSD | 09 de setembro de 1946 – 05 de março de 1947 (5 meses e 24 dias)                                                                                                | Severiano Gomes Filho | - | - |
| 37 | Lívio de Souza Valença | | Partido Social Democrático PSD | 15 de novembro de 1947 – 30 de janeiro de 1951 (3 anos, 2 meses e 15 dias)                                                                                      | Alfredo Cavalcante Cintra | - | 1947 |
| 38 | Alfredo Cavalcante Cintra | | Partido Social Democrático PSD | 30 de janeiro de 1951 – 07 de novembro de 1951 (9 meses e 8 dias)                                                                                               | Cargo vago | - | 1947 |
| 39 | José Cadete de Almeida Calado | | Partido Social Democrático PSD | 07 de novembro de 1951 – 07 de novembro de 1955 (4 anos) | Roberto Castro | - | 1950 |
| 40 | José do Patrocínio Mota | | - | 07 de novembro de 1955 – 07 de novembro de 1959 (4 anos) | Djalma Loureiro | - | 1954 |
| 41 | Osvaldo Celso Maciel | | - | 07 de novembro de 1959 – 07 de novembro de 1963 (4 anos) | Luís Duda Calado | - | 1958 |
| 42 | Antônio Valença Porto | | - | 07 de novembro de 1963 – 31 de dezembro de 1968 (5 anos, 1 mês e 24 dias)                                                                                       | Ulisses Marinho | - | 1962 |
| Quinta República (Ditadura Militar) (2 de abril de 1964 a 15 de março de 1985 – 20 anos, 11 meses e 13 dias)                                                    | | | | | | | |
| 43 | José do Patrocínio Mota | | Aliança Renovadora Nacional ARENA | 01 de janeiro de 1969 – 31 de dezembro de 1972 (4 anos) | Mário de Carvalho Lima | - | 1968 |
| 44 | José Alfredo Cintra | | Aliança Renovadora Nacional ARENA | 01 de janeiro de 1973 – 31 de dezembro de 1976 (4 anos) | Mauro Paiva | - | 1972 |
| 45 | José do Patrocínio Mota | | Aliança Renovadora Nacional ARENA | 01 de janeiro de 1977 – 31 de dezembro de 1982 (6 anos) | Paulo de Miranda Neto | - | 1976 |
| 46 | Paulo Afonso Velozo Cintra | | Partido Democrático Social PDS | 01 de janeiro de 1983 – 31 de dezembro de 1988 (6 anos) | Aristides Torres | - | 1982 |
| Sexta República (Nova República) (15 de março de 1985 à atualidade – 40 anos, 4 meses e 17 dias)                                                                | | | | | | | |
| 47 | Lêucio Oliveira Mota | | Partido da Frente Liberal PFL | 01 de janeiro de 1989 – 31 de dezembro de 1992 (4 anos) | Amaury Cavalcante Pacheco | [ 8 ] | 1988 |
| 48 | Paulo Pereira da Costa | | Partido do Movimento Democrático Brasileiro PMDB | 01 de janeiro de 1993 – 31 de dezembro de 1996 (4 anos) | Jaques de Azevedo | [ 9 ] | 1992 |
| 49 | Reginaldo Porfírio Macedo | | Partido Liberal PL | 01 de janeiro de 1997 – 31 de dezembro de 2000 (4 anos) | Rui Palmeira | [ 10 ] | 1996 |
| 50 | Paulo Afonso Velozo Cintra | | Partido da Frente Liberal PFL | 01 de janeiro de 2001 – 31 de dezembro de 2004 (4 anos) | Mário Gomes de Barros | [ 11 ] | 2000 |
| 51 | José Aldo Mariano da Silva Padre Aldo | | Partido do Movimento Democrático Brasileiro PMDB | 01 de janeiro de 2005 – 31 de dezembro de 2008 (4 anos) | José Almeida Cordeiro | [ 12 ] | 2004 |
| 52 | José Aldo Mariano da Silva Padre Aldo | | Partido do Movimento Democrático Brasileiro PMDB | 01 de janeiro de 2009 – 31 de dezembro de 2012 (4 anos) | José Almeida Cordeiro | [ 13 ] | 2008 |
| 53 | Débora Luzinete de Almeida Severo | | Partido Socialista Brasileiro PSB | 01 de janeiro de 2013 – 31 de dezembro de 2016 (4 anos) | Pedro Alexandre Medeiros de Souza | [ 14 ] | 2012 |
| 54 | Débora Luzinete de Almeida Severo | | Partido Socialista Brasileiro PSB | 01 de janeiro de 2017 – 31 de dezembro de 2020 (4 anos) | Pedro Alexandre Medeiros de Souza | [ 15 ] | 2016 |
| 55 | Pedro Alexandre Medeiros de Souza Alexandre Batité | | Movimento Democrático Brasileiro MDB | 01 de janeiro de 2021 – 31 de dezembro de 2024 (4 anos) | Paulo Renato Barros Araújo | [ 16 ] | 2020 |
| 56 | Pedro Alexandre Medeiros de Souza Alexandre Batité | | Movimento Democrático Brasileiro MDB | 01 de janeiro de 2025 – atualidade (4 anos) | Paulo Renato Barros Araújo | | 2024 |